# Itaporanga d'Ajuda
Itaporanga d'Ajuda är en kommun i Brasilien.   Den ligger i delstaten Sergipe, i den östra delen av landet, 1 300 km öster om huvudstaden Brasília. Antalet invånare är 30 428.
Omgivningarna runt Itaporanga d'Ajuda är huvudsakligen savann. Runt Itaporanga d'Ajuda är det ganska glesbefolkat, med 38 invånare per kvadratkilometer.